# Elleanthus caricoides
Elleanthus caricoides är en orkidéart som beskrevs av George Valentine Nash. Elleanthus caricoides ingår i släktet Elleanthus och familjen orkidéer. Inga underarter finns listade i Catalogue of Life.